# Université de Toulouse (2025)
université Toulouse-III Paul-Sabatier
Cet article concerne l'université de Toulouse, issue de la transformation de l'université Toulouse-III Paul Sabatier en établissement public expérimental le 1er janvier 2025. Pour l'ancienne université de Toulouse ayant existé de 1229 et 1793 et entre 1896 et 1969, voir Université de Toulouse (1229-1969).
Pour les articles homonymes, voir Université de Toulouse.
L'université de Toulouse est une université française, sous le statut d'établissement public expérimental depuis le 1er janvier 2025. L'université trouve son origine dans l'ancienne université de Toulouse, fondée en 1229 par le comte de Toulouse, Raimond VII, ainsi que dans la scission de l'université en 1969 à la suite de la loi Faure, donnant naissance à l'université Toulouse III - Paul-Sabatier, intitulé qu'elle conservera jusqu'en décembre 2024.
La nouvelle université de Toulouse a remplacé l'université Toulouse-III le 1er janvier 2025 et a intégré en tant que membre associée l'université Toulouse-II-Jean-Jaurès. Spécialisée dans les sciences, les technologies, les disciplines de la santé et les sports, c'est la plus grande université de Toulouse avec 37 000 étudiants, à la rentrée 2024. Elle dispose de neufs campus, à Toulouse, Castres, Tarbes, Auch, Castanet-Tolosan, Bagnères-de-Luchon, Lannemezan, Bagnères-de-Bigorre et Moulis.

## Histoire

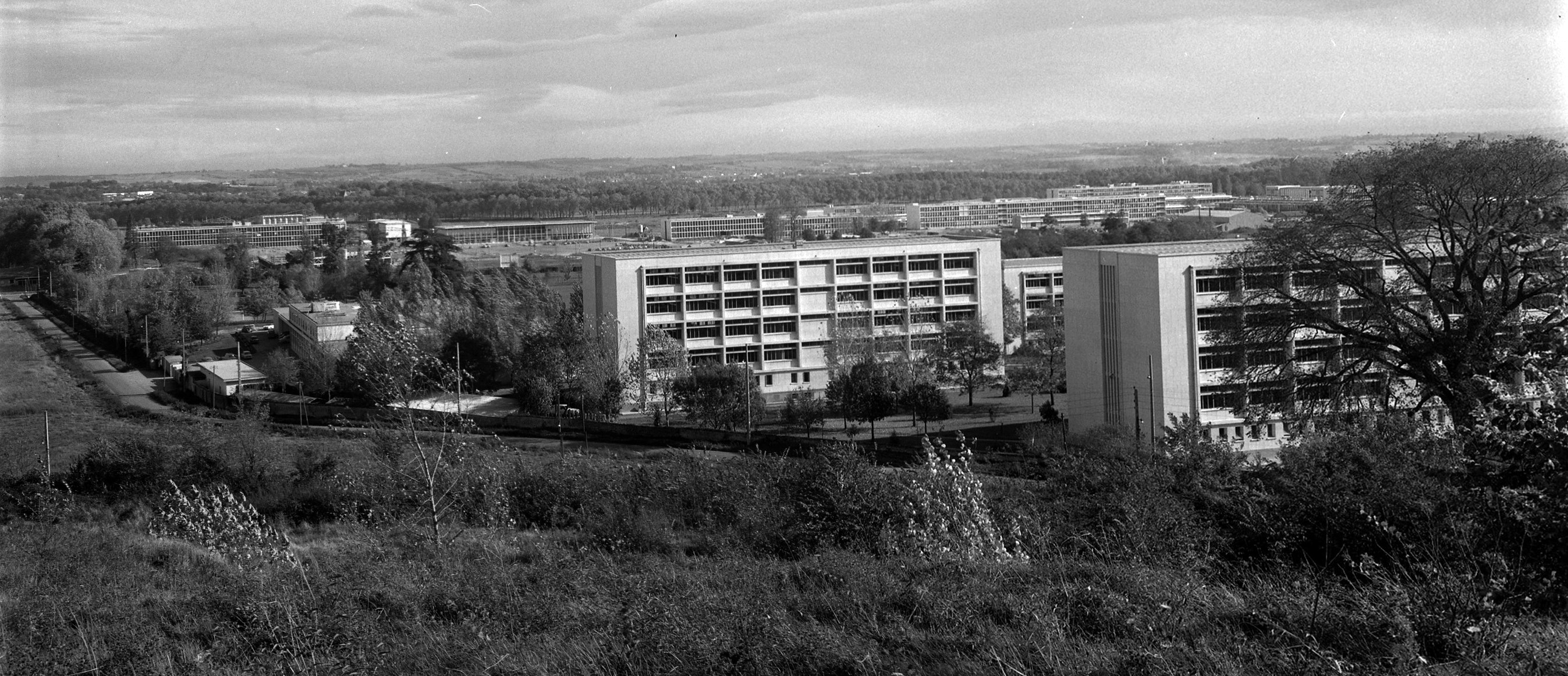
Campus de l'Université Paul Sabatier en 1963. Les logements CROUS sont au premier plan.

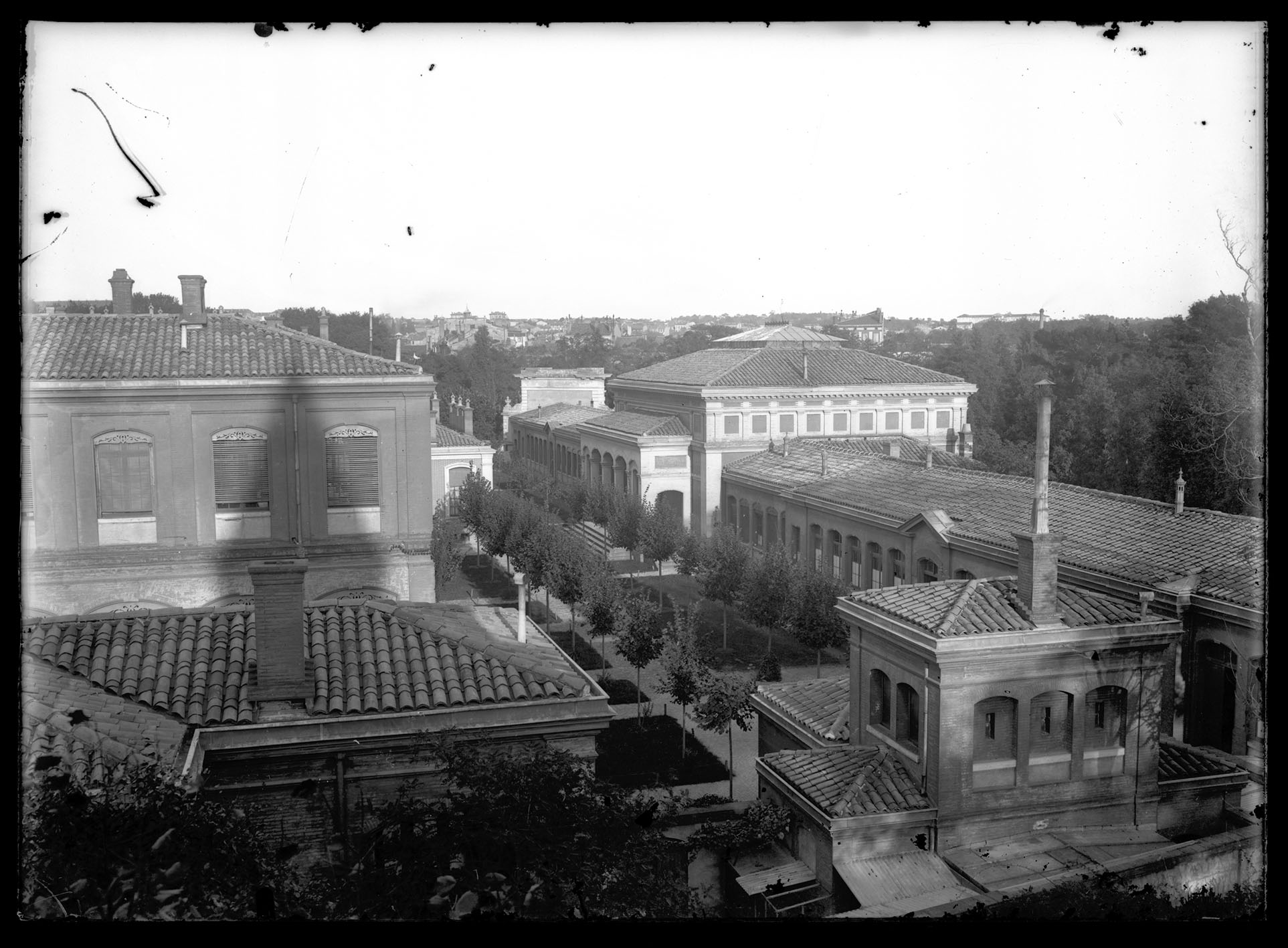
Facultés des sciences, allées Jules-Guesde. Années 1890. Vue d'ensemble en plongée des bâtiments de la faculté. Au premier plan les bâtiments; à droite le jardin des Plantes ; au fond le quartier du port Saint-Sauveur. Archives municipales de Toulouse, photographie d'Eugène Trutat.

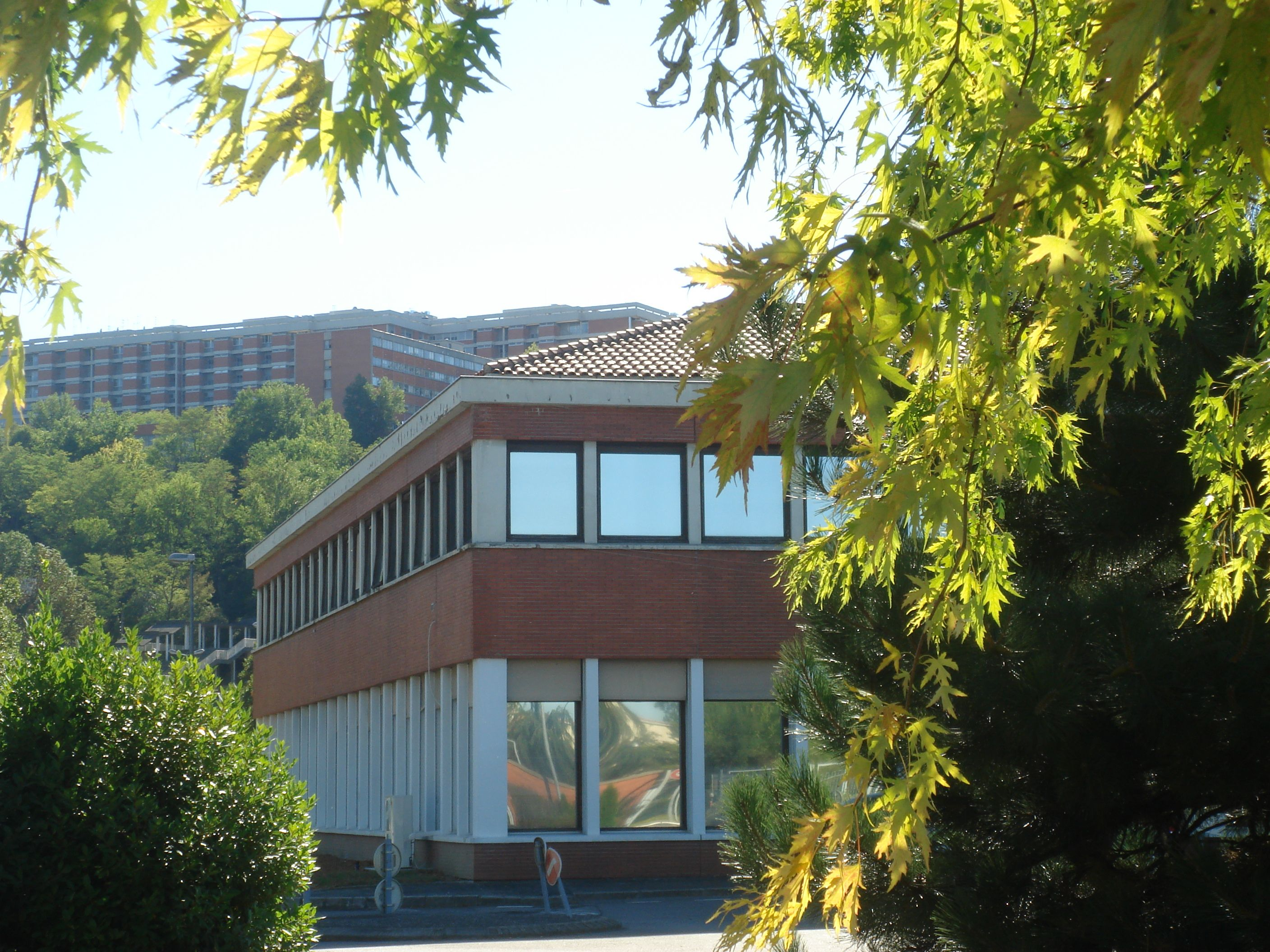
La faculté de médecine et l'hôpital sur la butte à Rangueil.

Facultés des sciences, en avril 1900.

### Origines de l'université de Toulouse
L’ancienne université de Toulouse fut créée en 1229. Elle a été supprimée, comme toutes les autres universités, par la Convention en 1793. L'année suivante, on institue à Toulouse un institut pluridisciplinaire d'enseignement supérieur, nommé Institut Paganel. Cet institut devient en 1795 l’école centrale de Toulouse tandis que l'école de médecine prend son autonomie. Cette école centrale disparaît alors que sont créées une faculté de médecine en 1808, une faculté de théologie catholique ainsi qu'une faculté de lettres en 1809 et une faculté de sciences en 1810. En 1893, l'enseignement supérieur toulousain devient un corps de facultés, puis en 1896, l'université de Toulouse est recréée avec le regroupement des facultés.

### Historique
À la fin des années 1950, Émile Durand, le doyen de la faculté des sciences de Toulouse, lance l’idée de la création d’un campus à l’américaine, pour héberger la faculté des sciences ; à la même époque, il est décidé de créer à Toulouse un institut national des sciences appliquées (INSA) rattaché à la faculté des sciences. L’INSA de Toulouse est ouvert en 1963 dans le quartier de Rangueil. Dans les années qui suivent, de nombreux enseignements de la faculté des sciences sont transférés des locaux des allées Jules-Guesde vers les nouvelles installations, grands amphithéâtres, nombreuses salles de cours. Il devient aussi possible de créer des bureaux pour les enseignants et des laboratoires de recherche.
En même temps que le campus de la faculté des sciences, se constitue ce que l’on nomme le complexe scientifique de Rangueil-Lespinet, dans lequel s’installent des écoles comme l’école nationale supérieure de l'aéronautique et de l'espace (SupAéro) ou l'école nationale de l'aviation civile (ENAC), mais aussi des laboratoires de recherche, comme le LAAS, le CESR, ainsi que le centre spatial du CNES. Les travaux débutent en février 1967, et le centre spatial de Toulouse accueille son premier personnel à la fin du mois de septembre 1968. Cette période est marquée par une forte croissance du nombre d'étudiants, et de nombreux logements sont donc construits pour les héberger, notamment des cités universitaires gérées par le CROUS, comme celles de Rangueil et de Ponsan. Trois restaurants universitaires voient aussi le jour.
À la suite de la loi Faure du 12 novembre 1968, l'université de Toulouse se scinde en 1969 en quatre universités : l'université de Toulouse I-Sciences Sociales (devenue l'Université Toulouse-I-Capitole en 2009, puis l'Université Toulouse Capitole en 2023) spécialisée dans les sciences politiques, le droit, l’économie et la gestion, l'université de Toulouse-II-Le Mirail (devenue l'Université de Toulouse-II-Jean Jaurès en 2014) spécialisée dans les sciences humaines et sociales, les disciplines artistiques et les disciplines littéraires, l’université de Toulouse-III-Paul-Sabatier, qui regroupe la médecine, la pharmacie, la chirurgie-dentaire et les sciences exactes, et l'institut national polytechnique de Toulouse (INPT) qui regroupe à l'époque quatre écoles nationales supérieures,. L'université de Toulouse-III est composée de la faculté des sciences et d’ingénierie, la faculté des sciences pharmaceutiques, la faculté de chirurgie dentaire, la faculté de médecine Toulouse Purpan (la faculté historique de médecine) et la faculté de médecine de Toulouse Rangueil, construite à l’initiative du doyen Guy Lazorthes cette année-là.
Le 18 décembre 1969, l'université de Toulouse-III prend le nom d'usage de Paul Sabatier, prix Nobel de chimie en 1912, qui enseigna et fut doyen (de 1905 à 1929) de la faculté des sciences de Toulouse ; l’université comprenant à peu près autant de scientifiques que de médecins, il avait été souhaité de trouver un nom lié simultanément à la science et à la médecine. Le nom du professeur de médecine Ducuing avait été proposé face à celui de Paul Sabatier. En 1970, elle prend le statut d'établissement public à caractère scientifique, culturel et professionnel (EPCSCP),. L'institut universitaire de technologie de Toulouse A créé en 1966, rejoint alors l'université. Une antenne de cet IUT voit le jour à Tarbes en 1970.
Alors que le déplacement des facultés de sciences s'est déroulé dans les années soixante, le déplacement des enseignements médicaux s'est fait plus tardivement puisque le nouvel hôpital qui a le statut de centre hospitalier universitaire (CHU) n’est ouvert qu’en 1975. Il prend le nom de Rangueil, bien que situé sur le sommet de la colline de Pech-David, éloignée du lieu-dit Rangueil. L'hôpital de Purpan, inauguré en 1940 et situé au nord-ouest de Toulouse, sert de CHU depuis 1958 pour la moitié des étudiants en médecine de Toulouse. Les bâtiments des cours théoriques et l'administration de l’UFR médicale de Purpan sont situés dans les locaux de l’ancienne faculté de médecine au 37 allées Jules-Guesde.
En 1991, une antenne de l'IUT A de Toulouse est créé à Auch. L'année suivante, une antenne ouvre à Castres. Un an plus tard, l'antenne tarbaise de cet IUT devient une unité administrativement indépendante : l'institut universitaire de technologie de Tarbes.
La loi de programme pour la recherche du 8 juillet 2006 permet aux établissements de se regrouper sous la forme d’un pôle de recherche et d'enseignement supérieur (PRES). Ainsi le PRES « Université de Toulouse » est créée en 2007 avec le statut d’établissement public de coopération scientifique. Il regroupe au moment de sa création six membres fondateurs : les trois universités toulousaines, l’INPT, l’INSA de Toulouse et l’ISAE-SupAéro.
En janvier 2010, l'université accède aux « compétences élargies » (applications de la LRU). En 2011, une vaste restructuration a été opérée : les UFR MIG (mathématiques, informatique, gestion), PCA (physique, chimie, automatique), SVT (sciences de la vie et de la Terre) et langues vivantes, par leur fusion en une seule UFR, ont laissé la place à la FSI (faculté des sciences et de l'ingénierie). L'UFR STAPS (sciences et techniques des activités physiques et sportives) a changé de nom pour devenir la F2SMH (faculté des sciences du sport et du mouvement humain). La même année, l'université obtient l'accréditation de la part de la commission des titres d'ingénieur à délivrer des titres d'ingénieur diplômé. Ces titres sont préparés au sein de l'université Paul Sabatier, sciences, ingénierie et technologie (UPSSITECH). Cette école d'ingénieurs n'a pas le statut d'école interne de l'UPS mais est un département de la FSI.
La loi relative à l'enseignement supérieur et à la recherche du 22 juillet 2013 supprime les PRES et instaure les communautés d’universités et établissements (COMUE), regroupements d'établissements d'enseignement supérieur et de recherche ainsi que d'organismes de recherche situés sur un même territoire. Ainsi le PRES université de Toulouse, créé en 2007, prend ses nouveaux statuts en 2015 et devient l’ « université fédérale de Toulouse-Midi-Pyrénées » ; ses membres sont les mêmes que ceux du PRES, à la différence de l’ajout du centre national de la recherche scientifique (CNRS). En 2023, l'établissement évolue en ComUE expérimentale nommée « université de Toulouse ». 
Au 1er janvier 2022, la faculté de Santé de Toulouse est créée en réunissant la faculté de Médecine de Rangueil, la faculté de Médecine de Purpan, la faculté des sciences pharmaceutiques et la faculté d’Odontologie. Elle est la première faculté en France à réunir les filières d’enseignement de médecine, maïeutique, pharmacie, odontologie et le paramédical.
Au 1er janvier 2024, L'IUT de Tarbes quitte l'université Paul Sabatier pour rejoindre la nouvelle université de technologie de Tarbes.
Au 1er janvier 2025, l'établissement public expérimental Université de Toulouse voit le jour à la place de l'université Toulouse III - Paul Sabatier avec pour établissement composante l'école d'ingénieurs Purpan.

### Présidents de l'université
La liste des présidents qui se sont succédé à l'université Paul Sabatier est la suivante :
| Identité                                 | Période       | Période                          | Durée           |
| Identité                                 | Début         | Fin                              | Durée           |
| ---------------------------------------- | ------------- | -------------------------------- | --------------- |
| Louis Lareng (1923 - 2019)               | juin 1970     | juin 1976                        | 6 ans           |
| Jean-Claude Martin (d) (né en 1937)      | juillet 1976  | juillet 1981                     | 5 ans           |
| Daniel Bancel (d) (né en 1941)           | mars 1982     | octobre 1984 (démission)         | 2 ans et 7 mois |
| Jean-Jacques Conte (d) (né en 1938)      | janvier 1986  | janvier 1991                     | 5 ans           |
| Jean-Claude Martin (d) (né en 1937)      | janvier 1991  | février 1996                     | 5 ans et 1 mois |
| Georges Larrouy (d) (1932 - 2015)        | février 1996  | août 1997 (retraite)             | 1 an et 6 mois  |
| Raymond Bastide (d) (né en 1943)         | décembre 1997 | décembre 2002                    | 5 ans           |
| Jean-François Sautereau (d) (né en 1948) | décembre 2002 | décembre 2007                    | 5 ans           |
| Gilles Fourtanier (d) (né en 1948)       | mai 2008      | mai 2012                         | 4 ans           |
| Bertrand Monthubert (né en 1970)         | mai 2012      | octobre 2015 (démission)         | 3 ans et 5 mois |
| Jean-Pierre Vinel (d) (né en 1951)       | janvier 2016  | septembre 2019 (limite d'âge (d) | 3 ans et 8 mois |
| Régine André-Obrecht (d) (née en 1955)   | octobre 2019  | janvier 2020                     | 3 mois          |
| Jean-Marc Broto (d) (né en 1957)         | janvier 2020  | janvier 2024                     | 4 ans           |
| Odile Rauzy (d) (née en 1970)            | janvier 2024  | En cours                         | 1 an et 7 mois  |

### Identité visuelle
Depuis sa création, l'université a vu se succéder plusieurs logos :

Logo de 1971 à 1976.
Logo de 1976 à 1986.
Logo de 1986 à 1991.
Logo de 1991 à 2006.
Logo de 2006 à 2013.
Logo de 2013 à 2015.
Logo de 2015 à 2024 avec le nouveau sceau de l'université de Toulouse à l'effigie de Minerve.
Logo de l'Université de Toulouse à partir de 2025.

## Localisation

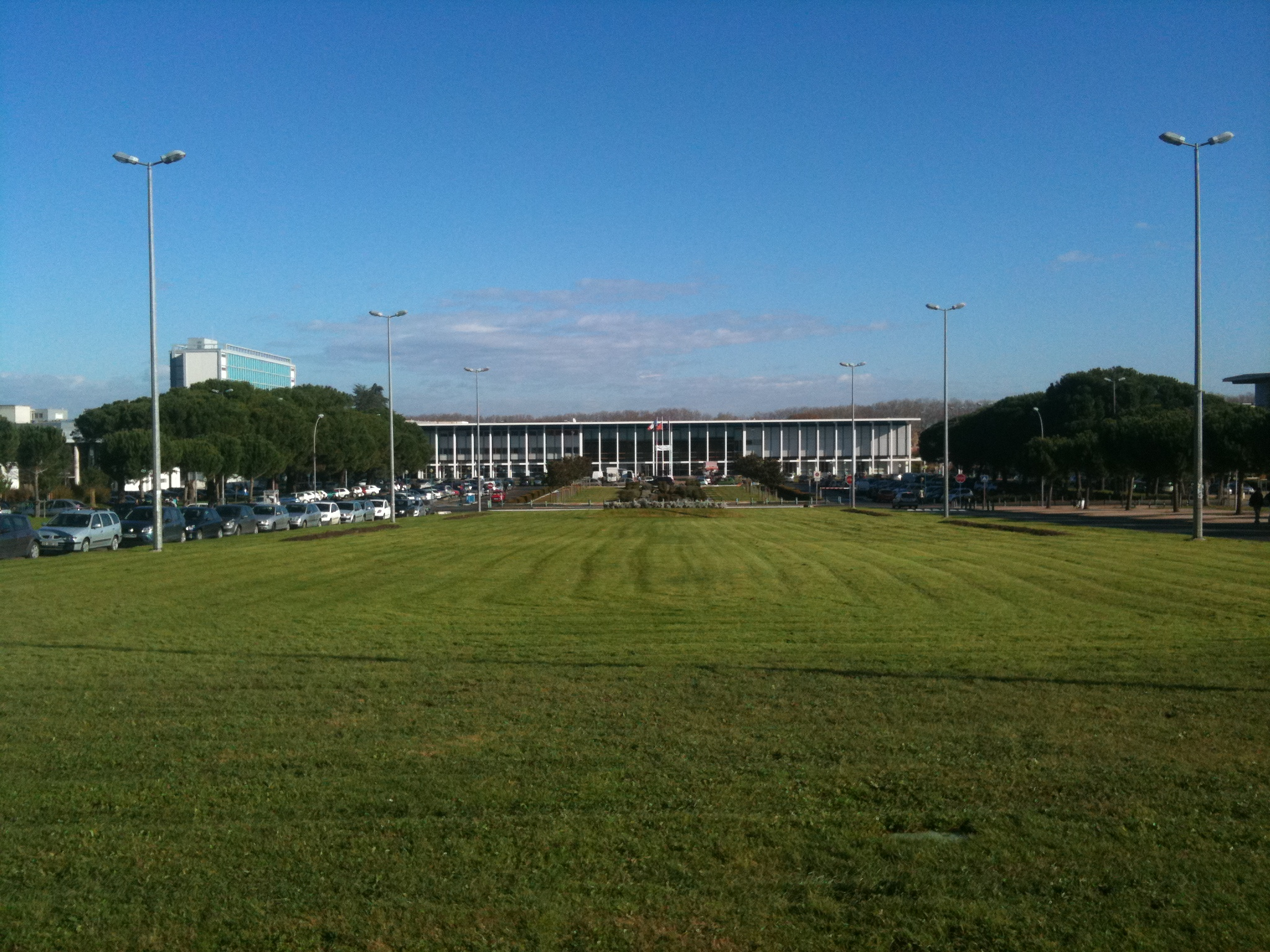
Le bâtiment d'administration de l'université.

L’essentiel de l'université est situé sur la commune de Toulouse. Le campus se déploie sur une superficie de 124 hectares, essentiellement dans le quartier de Rangueil, dans le Sud de la ville de Toulouse, au bord du canal du Midi. Il est composé de 360 000 m2 de locaux. D'autres locaux sont situés au centre de la ville, allées Jules Guesdes. Certaines filières d'enseignement, IUT notamment, sont situées à Tarbes, Auch, ou Castres et des laboratoires de recherche rattachés à l’université peuvent se trouver à Auzeville-Tolosane, à Castanet-Tolosan, Lannemezan ou au pic du Midi de Bigorre. Le campus s'est également agrandit sur la ZAC de Montaudran Aerospace, située sur l'ancien aérodrome éponyme.
Depuis le 30 juin 2007, le campus est desservi par la ligne B du métro toulousain, et se trouve à proximité de trois stations : Faculté de Pharmacie, Université Paul-Sabatier et Ramonville. Les allées Jules-Guesde où se trouvent des laboratoires et des enseignements de l'université se situent à proximité de la station Palais de Justice.
Aujourd'hui, l'université est au cœur du pôle de compétitivité Aerospace Valley.

## Structure

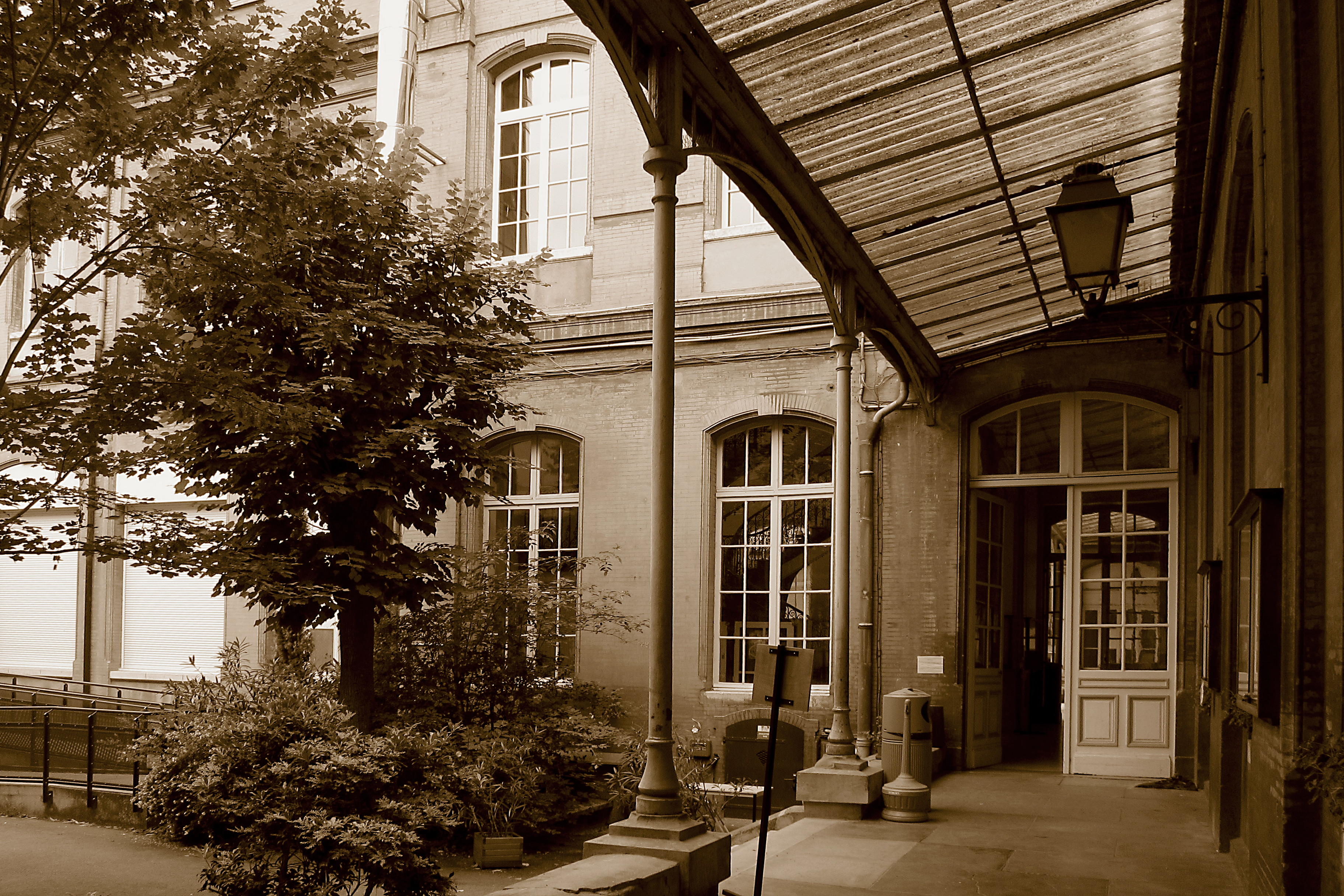
La faculté de médecine Toulouse-Purpan.

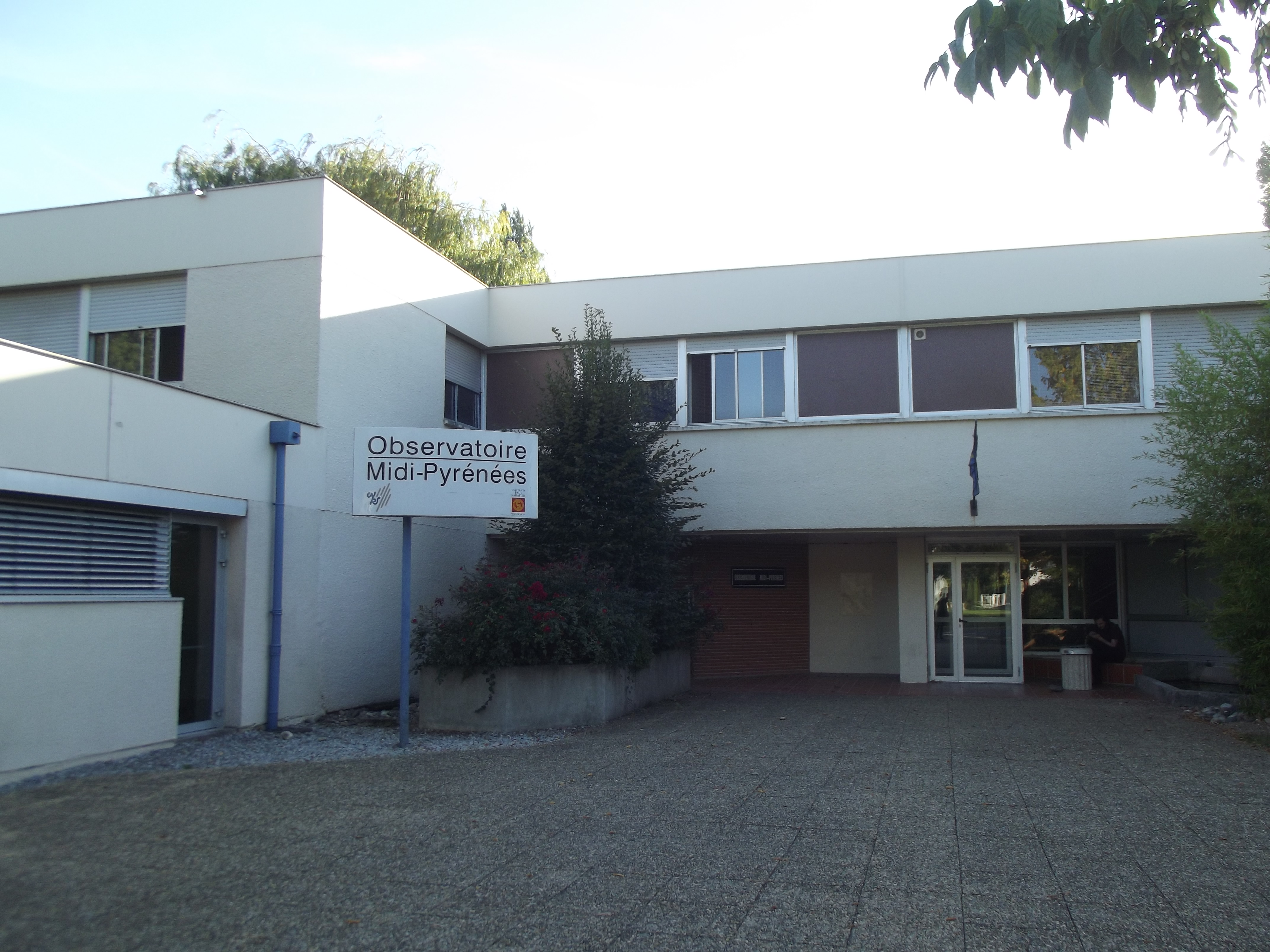
L'observatoire Midi-Pyrénées.

### Unités de formation et comités de recherche
L’université est structurée en unités de formation et de recherche. 
Elle est constituée de 3 facultés :
- La faculté des sciences et de l'ingénierie (FSI),
- La faculté de Santé,
- La faculté des sciences du sport et du mouvement humain (F2SMH).

Elles ont la charge de la formation des étudiants. L’accession en premier cycle se fait de droit pour tous les titulaires d’un baccalauréat ou d’un titre équivalent. 
Au niveau de la recherche, l'université est de également divisée en différents directoires de recherches :
- Le directoire SdM : sciences de la matière,
- Le directoire MST2I : mathématiques, sciences et technologies de l'information et de l'ingénierie,
- Le directoire UPEE : univers, planète, espace, environnement,
- Le directoire BABS : biologie, agronomie, biotechnologie, santé,
- Le directoire ACTIHS : activités humaines & sociales.

L'université compte 69 laboratoires et structures fédératives axés sur la recherche.

### Instituts et autres structures rattachées
Les autres composantes de l'université Paul Sabatier sont les suivantes :
- L'institut universitaire de technologie de Toulouse A présent sur les sites de Toulouse (Rangueil, Ponsan et Montaudran), Auch et Castres,
- L'observatoire Midi-Pyrénées.

L'université Paul Sabatier, sciences, ingénierie et technologie (UPSSITECH) est une école d'ingénieurs, département de la faculté des sciences et de l'ingénierie.

## Enseignement et recherche

### Formations
À la rentrée 2020-2021, l'université Toulouse-III-Paul-Sabatier compte un total de 36 516 étudiants, dont 31% de boursiers et 8% de nationalité étrangère.  Cet effectif se répartit à raison de 15 % en DUT, 34 % en Licence et Licence professionnelle, 13 % en Master, 34 % en Santé et 4 % en doctorat. Ces élèves sont encadrés par 2592 enseignants et enseignants-chercheurs (dont 21 membres de l'institut universitaire de France), ainsi que 1674 BIATSS. Plus de 11 000 diplômes sont délivrés chaque année,. Géographiquement, les étudiants sont en étude à 85 % sur l’agglomération toulousaine et à 15 % sur les sites délocalisés en région. 

#### Licences et assimilés
L'UPS propose des formations pour le diplôme d'accès aux études universitaires permettant aux non-bacheliers d’accéder aux études supérieures. Des diplômes universitaires (DU) et des diplômes inter-universitaires (DIU) en santé sont également proposés aux étudiants ; 14 concernent la chirurgie dentaire, 1 concerne la médecine et 12 concernent la pharmacie. 
L'institut universitaire de technologie (IUT) propose 17 bachelors universitaires de technologie (BUT) dans les domaines des sciences et de la gestion : chimie – génie biologique – génie chimique et génie des procédés – génie civil et construction durable – génie électrique et informatique industrielle – génie mécanique et productique – gestion des entreprises et administrations – hygiène, sécurité et environnement – informatique – information-communication – mesures physiques – métiers du multimédia et internet – packaging, emballage et environnement – techniques de commercialisation,.
L'université délivre aussi la licence dans trois domaines qui se déclinent en 13 mentions divisées en parcours :
- Sciences, technologies, santé : mathématiques – informatique – mathématiques et informatique appliquées aux sciences humaines et sociales – physique – chimie – électronique, énergie électrique, automatique – mécanique – génie civil – sciences de la vie – sciences de la Terre ; dispensées par la faculté sciences et ingénierie (FSI)[44],
- Droit, économie, gestion : information-communication – sciences sociales (gestion) ; dispensées par la FSI et l'IUT A Paul Sabatier[45],
- Sciences et techniques des activités physiques et sportives (STAPS) : activité physique adaptée – éducation et motricité – entraînement sportif – management du sport ; dispensées par la faculté des sciences du sport et du mouvement humain (F2SMH)[46].

Les licences mentions mathématiques, physique, chimie et sciences de la vie peuvent être suivies en « parcours spéciaux ». Elles s'adressent aux étudiants désireux d'effectuer des études longues dès leur entrée à l'université, et de s'orienter vers la recherche. Les enseignements en sciences y sont approfondis.
Par ailleurs, l'université Paul Sabatier propose 44 licences professionnelles, à partir de ses deux IUT, de la FSI, de la F2SMH, et de la faculté de Santé.

#### Master et assimilés
De même, l'université délivre le master dans 29 mentions différentes, réparties dans les domaines suivants :
- Sciences, technologies, santé : biodiversité, écologie et évolution avec l'université Toulouse-I-Capitole, l'INPT et l'institut national universitaire champollion – bio-informatique – biologie végétale avec l'INPT – biologie-santé avec l'INPT et l'université Toulouse-Jean-Jaurès – biotechnologies avec l'université Toulouse-I-Capitole et l'INPT – chimie avec l'INPT – économétrie, statistiques avec l'université Toulouse-I-Capitole – électronique, énergie électrique, automatique avec l'INPT – énergétique, thermique avec l'INPT, l'INSA de Toulouse, l'ISAE-SUPAERO, l'institut Mines-Télécom et l'école nationale supérieure des mines d'Albi-Carmaux – éthique avec l'université Toulouse-I-Capitole et l'université Toulouse-Jean-Jaurès – génie civil avec l'INSAT – génie des procédés et des bio-procédés avec l'INPT – génie mécanique avec l'INPT, l'INSA de Toulouse l'IMT et l'école nationale supérieure des mines d'Albi-Carmaux – informatique avec l'INPT et l'école nationale de l'aviation civile – mathématiques et applications avec l'université Toulouse-I-Capitole, l'ISAE et l'ENAC – méthodes informatiques appliquées à la gestion des entreprises avec l'université Toulouse-I-Capitole – mécanique avec l'INPT, l'INSA de Toulouse, l'ISAE et l'ENAC – physique fondamentale et applications – réseaux et télécommunications avec l'INPT, l'INSA de Toulouse, l'ISAE et l'ENAC – santé publique – sciences de l’océan, de l’atmosphère et du climat avec l'INPT – sciences de la Terre et des planètes, environnement – sciences de l'univers et technologies spatiales avec l'ISAE – sciences et génie des matériaux avec l'INPT[48],
- Droit, économie, gestion : management des systèmes d'information[49],
- Sciences humaines et sociales : information-communication avec l'université Toulouse-I-Capitole[50],
- STAPS : activité physique adaptée et santé – entraînement et optimisation de la performance sportive – management du sport[51].

L'université propose aussi le cursus master en ingénierie (CMI) en cinq ans dans 7 mentions : électronique énergie électrique automatique – chimie – génie des procédés – informatique – matériaux – mathématiques – physique. Ces formations sont labellisées par le réseau FIGURE (formation à l'ingénierie par des universités de recherche) et permettent d'accéder au métier d'ingénieur par l'université.
Enfin, l'UPS via son école interne l'université Paul Sabatier, sciences, ingénierie et technologie (UPSSITECH) est l'une des 205 écoles d'ingénieurs françaises accréditées au 1er septembre 2018 à délivrer un diplôme d'ingénieur.

#### Doctorat
Les doctorats de l'université Paul Sabatier sont préparés dans une école doctorale, au sein d'un laboratoire et d'une équipe de recherche reconnue. Sur les quinze écoles doctorales de Midi-Pyrénées, l'UPS est établissement support de six d'entre-elles :
- L'école doctorale biologie, santé, biotechnologies - ED BSB 151,
- L'école doctorale génie électrique, électronique, télécommunications - ED GEET 323,
- L'école doctorale mathématiques, informatique, télécommunications de Toulouse - ED MITT 475,
- L'école doctorale sciences de la matière - ED SDM 482,
- L'école doctorale sciences de l'univers, de l'environnement et de l'espace - ED SDU2E 173,
- L'école doctorale sciences écologiques, vétérinaires, agronomiques et bioingénieries - ED SEVAB 458.

Ainsi qu'établissement co-accrédité pour cinq autres :
- L'école doctorale aéronautique, astronautique - ED AA 467,
- L'école doctorale mécanique, énergétique, génie civil, procédés - ED MEGeP 468,
- L'école doctorale systèmes - ED Sys 309,
- L'école doctorale comportement, langages, éducation, socialisation, cognition - ED CLESCO 326,
- L'école doctorale arts, lettres, langues, philosophie, communication - ED ALLPH@ 328.

L'UPS compte un total de 1758 étudiants en doctorat, avec un flux annuel de 40% de nouveaux doctorants.

#### Études de santé
L'université Paul Sabatier propose des études de santé à ses étudiants. La première année commune aux études de santé (PACES) qui permet de préparer les étudiants au concours permettant de choisir entre les formations de médecin, odontologue, pharmacien, sage-femme et masseur-kinésithérapeute. Les étudiants en PACES sont répartis de façon aléatoire dans les départements de la faculté de Santé, mais la plupart des enseignements sont effectués à Rangueil. 
Des études paramédicales sont également délivrées : orthophoniste, orthoptiste, psychomotricien, audioprothésiste par la  faculté de Santé, et masseur-kinésithérapeute par l'institut de formation de masso-kinésithérapie de Toulouse-Purpan.

#### Préparation aux concours
L'université Paul Sabatier dispose de classes préparatoires universitaire aux grandes écoles (CUPGE). Il s'agit de formations généralistes de deux ans, enseignant les mathématiques, la physique, la chimie et l'informatique, et permettant d'intégrer des écoles d'ingénieurs sur concours ou sur dossier, ou de continuer en 3e année de licence. L'UPS offre aussi un cursus concours B Agro-Véto qui permet de préparer au concours B d'accès aux écoles d'agronomie et aux écoles vétérinaires.

#### Formation continue
Les formations de l'université Paul Sabatier peuvent être suivies en formation continue. En 2015, ce cas concerne 6037 stagiaires. Cette même année, 43 personnes ont obtenu leur diplôme par validation des acquis de l'expérience (VAE) et 101 ont validé un niveau de l'enseignement supérieur par VA 85.

### Recherche

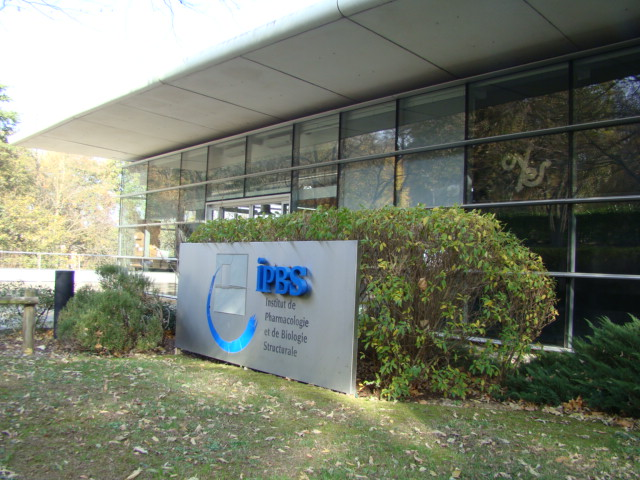
L'institut de pharmacologie et de biologie structurale (IPBS) à l'université Paul Sabatier.

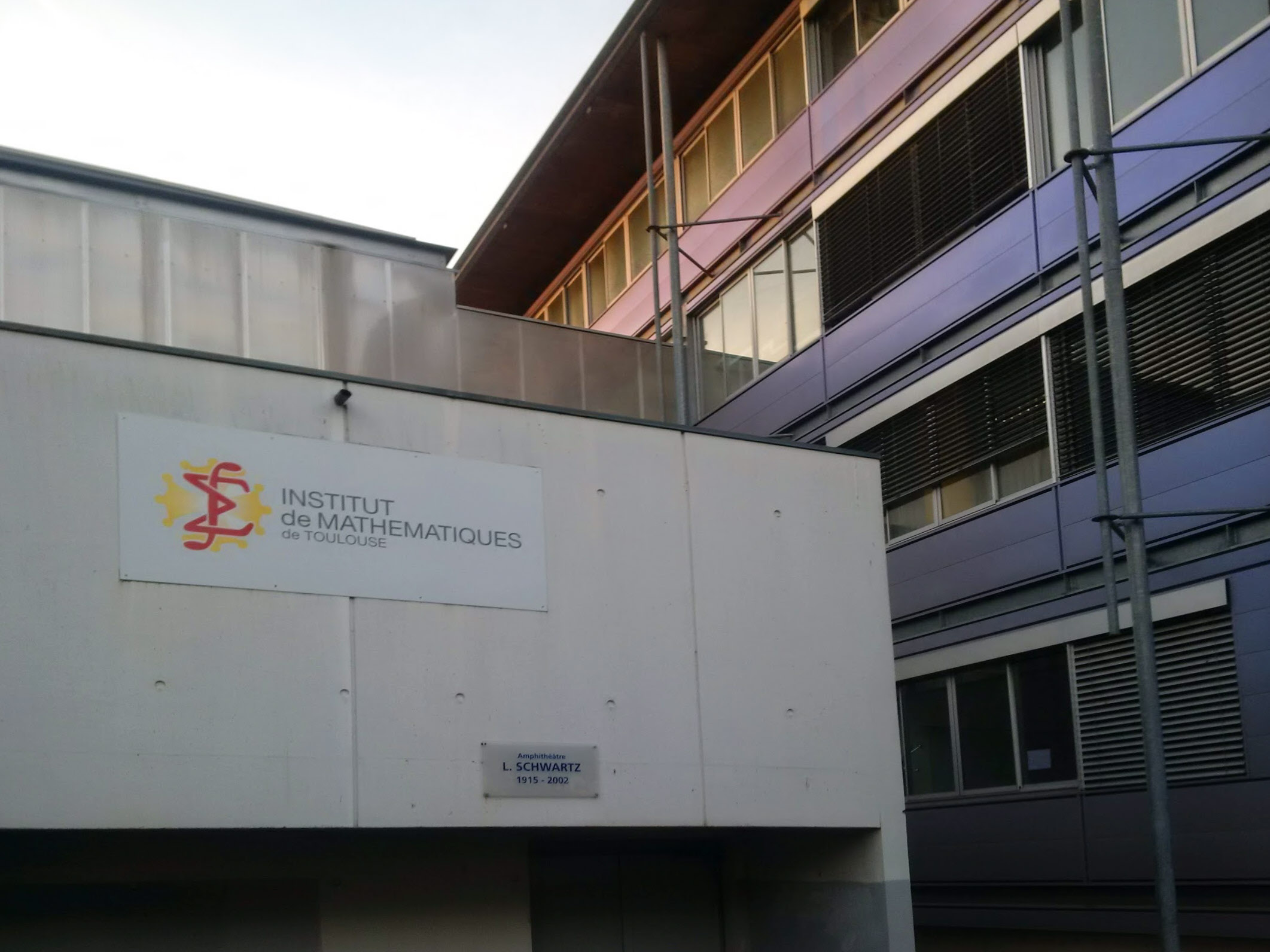
L'institut de mathématiques de Toulouse à l'UPS, amphithéâtre Laurent Schwartz.

La recherche à l'université Paul Sabatier bénéficie d'un budget de 25,7 millions d'euros en 2017. Un très large spectre de thématiques scientifiques est couvert : de la science des matériaux à l'astronomie, en passant par l'étude des organismes ou de l'activité humaine. Douze axes thématiques prioritaires ont été définis par la commission de la recherche du conseil académique :
- Recherche translationnelle (de la molécule à la population) : cancérologie, vieillissement et pathologies dégénératives, chroniques ou inflammatoires,
- Coévolution humains - environnements,
- Interactions biotiques et abiotiques, biologie intégrative, organismes modèles et analyses multi-échelles,
- Molécules, matériaux, dispositifs et procédés pour la santé, le vivant et l'environnement,
- Modélisation, simulation numérique, modèles de calcul, calcul intensif,
- Des masses de données à la connaissance, dans la société, l'exploration spatiale, la biologie et la santé,
- Atomes, molécules et nano-objets : du concept à l'expérience,
- Système Terre, planètes et étoiles : observation et mécanismes,
- Matériaux, procédés et structures pour l'aéronautique et le spatial,
- Systèmes embarqués intelligents : vers les systèmes cyberphysiques,
- Énergie : stockage, conversion, transport, matériaux et optimisation,
- Instruments et instrumentation extrêmes (de l'infiniment grand à l'infiniment petit).

#### Laboratoires de recherche
Les différentes unités de recherche ont été classées selon les cinq comités de recherche de l'université :

##### Comité sciences de la matière (SdM)
Sont rassemblés ici les laboratoires de chimie et de physique, dont certains intègrent d'ailleurs de manière étroite ces deux disciplines, ainsi que le secteur de la science des matériaux, qui est généralement rattaché à la chimie, mais concerne aussi le génie des procédés et certains aspects physiques. Dans ce comité, un thème transversal important est celui des nanosciences et nanomatériaux.
| Nom        | Nom Complet                                                                       | Type | Centre                    | Domaine | Structures partenaires |
| ---------- | --------------------------------------------------------------------------------- | ---- | ------------------------- | --- | --- |
| CEMES      | Centre d'élaboration de matériaux et d'études structurales                        | UPR  | Toulouse                  | Nanosciences – Nano-optique et nanomatériaux pour l’optique – Interférométrie, in situ et instrumentation pour la microscopie électronique – Surfaces, interfaces et nano-objets – Matériaux et dispositifs pour l’électronique et le magnétisme – Matériaux multi-échelles multifonctionnels – Physique de la plasticité et métallurgie. | UPS – Facultés sciences et ingénierie, INSA de Toulouse, CNRS                                                                                   |
| CIRIMAT    | Centre inter-universitaire de recherche d'ingénierie des matériaux                | UMR  | Toulouse                  | Sciences des matériaux – Nanomatériaux – Revêtements et procédés de dépôt – Vieillissement et durabilité des matériaux. | UPS – Faculté sciences et ingénierie, et Faculté des sciences pharmaceutiques, IUT A Paul Sabatier à Toulouse et Castres, INPT (ENSIACET), CNRS |
| IMRCP      | Laboratoire des interactions moléculaires et réactivité chimique et photochimique | UMR  | Toulouse                  | Interactions dynamiques et assemblages stimulables – Molécules actives pour l’environnement et la santé – Polymères de précision par procédés radicalaires – Systèmes moléculaires organisés et développement durable. | UPS – Facultés sciences et ingénierie, CNRS |
| LCAR       | Laboratoire collisions agrégats réactivité                                        | UMR  | Toulouse                  | >Interaction laser-matière – Structures et dynamiques moléculaires. | UPS – Facultés sciences et ingénierie, CNRS |
| LCC        | Laboratoire de chimie de coordination                                             | UPR  | Toulouse, Labège, Castres | Conception et caractérisation de molécules ou d’édifices polyatomiques originaux, aux interfaces de la chimie de coordination et de l’hétéro-chimie avec les matériaux ou la biologie. | UPS – Faculté sciences et ingénierie, IUT Paul Sabatier A Castres, INPT (ENSIACET), CNRS                                                        |
| LCPQ       | Laboratoire de chimie et physique quantiques                                      | UMR  | Toulouse                  | Méthodes et outils de la chimie quantique – Modélisation, agrégats, dynamique – Photochimie théorique et computationnelle – Systèmes étendus et magnétisme. | UPS – Facultés sciences et ingénierie, CNRS |
| LHFA       | Laboratoire d'hétérochimie fondamentale et appliquée                              | UMR  | Toulouse                  | Chimie organique et inorganique des hétéroéléments – Ligants bifonctionnels et polymères biodégradables – Systèmes de hautes énergies – Systèmes métalliques appliqués en catalyse. | UPS – Faculté sciences et ingénierie, CNRS, institut de chimie de Toulouse                                                                      |
| LNCMI-T    | Laboratoire national des champs magnétiques intenses de Toulouse                  | UPR  | Toulouse                  | Nano-objets et nano-structures semiconductrices – Systèmes à fermions lourds – Supraconducteurs à haute température critique – Conducteurs organiques – Systèmes désordonnés – Electronique Quantique - Diffusion des rayons X et des neutrons – Magnéto-optique avancée.                                                                 | UPS – Faculté sciences et ingénierie, université Grenoble-Alpes, INSA, CNRS                                                                     |
| LPCNO      | Laboratoire de physique et chimie des nano-objets                                 | UMR  | Toulouse                  | Synthèse de nanoparticules et chimie organométallique – Nanoadressage, Magnétisme et transport – Optoélectronique quantique – Modélisation physique et chimique. | UPS – Faculté sciences et ingénierie, INSA de Toulouse, CNRS                                                                                    |
| LPT        | Laboratoire de physique théorique                                                 | UMR  | Toulouse                  | Agrégats – Fermions fortement corrélés – Physique statistique des systèmes complexes – Cohérence quantique. | UPS – Faculté sciences et ingénierie, CNRS |
| PHARMA-DEV | Pharmacochimie et biologie pour le développement                                  | UMR  | Toulouse                  | Pharmacognosie, ethnopharmacologie et pathologies du Sud – Interface chimie-biologie pour le développement – Mécanismes redox et stress oxydant – Macrophages et récepteurs nucléaires dans l'inflammation et l'infection. | UPS – Facultés sciences et ingénierie, et de pharmacie, institut de recherche pour le développement                                             |
| SPCMIB     | Laboratoire de Synthèse et PhysicoChimie des Molécules d'Intérêt Biologique       | UMR  | Toulouse                  | Produits naturels et analogues : synthèse et mécanismes – Acides nucléiques modifiés, lipides et approches synthétiques innovatrices – Sondes organo-métalliques pour des applications biomédicales et RMN biomédicales. | UPS – Faculté sciences et ingénierie, CNRS, institut de chimie de Toulouse                                                                      |

##### Comité mathématiques, sciences et technologies de l'information et de l'ingénierie (MST2I)
Les disciplines de ce comité entretiennent des relations étroites afin de conduire des recherches pluridisciplinaires, avec la volonté d'introduire de nouveaux concepts issus des mathématiques, de l'informatique et des sciences fondamentales. Ces recherches sont fortement motivées par des contraintes et des verrous conceptuels, méthodologiques ou technologiques et des enjeux sociétaux ; elles sont donc liées aux activités industrielles à travers de nombreuses collaborations et participent très fortement au transfert dans l'esprit des disciplines de l'ingénierie.
| Nom     | Nom Complet                                                       | Type | Centre                             | Domaine | Structures partenaires |
| ------- | ----------------------------------------------------------------- | ---- | ---------------------------------- | --- | --- |
| CALMIP  | Laboratoire calcul en Midi-Pyrénées                               | UMS  | Toulouse                           | Calculs. | UPS – Faculté sciences et ingénierie, INSA de Toulouse, ISAE-SUPAERO, INPT                                                                                     |
| CMCRC   | Centre de micro-caractérisation Raimond Castaing                  | UMS  | Toulouse                           | Expertises techniques et scientifiques complémentaires en microscopie électroniques et ioniques. | UPS – Faculté sciences et ingénierie, INSA de Toulouse, INPT, CNRS                                                                                             |
| ICA     | Institut Clément Ader                                             | UMR  | Toulouse, Tarbes, Albi             | Matériaux et structures composites – Surface, usinage, matériaux et outillages – Modélisation des systèmes et microsystèmes mécaniques – Métrologie, identification, contrôle et surveillance. | UPS – Faculté sciences et ingénierie, IUT Paul Sabatier A Toulouse, IUT Paul Sabatier de Tarbes, INSA de Toulouse, IMT mines d'Albi-Carmaux, ISA-SUPAERO, CNRS |
| IMFT    | Institut de mécanique des fluides de Toulouse                     | UMR  | Toulouse                           | Écoulements monophasiques transitionnels et turbulents – Milieux poreux – Hydrologie écoulements géophysiques et ingénierie de l’environnement – Particules, sprays et combustion. | UPS – Faculté sciences et ingénierie, INPT (ENSEEIHT), CNRS |
| IMT     | Institut de mathématiques de Toulouse                             | UMR  | Toulouse                           | Mathématiques fondamentales – Mathématiques pour l'industrie et la physique – Statistiques et probabilités. | UPS – Faculté sciences et ingénierie, université Toulouse-I-Capitole, université Toulouse-Jean-Jaurès, INSA de Toulouse, CNRS                                  |
| IRIT    | Institut de recherche en informatique de Toulouse                 | UMR  | Toulouse                           | Analyse et synthèse de l’information, indexation et recherche d’informations, interaction, coopération, adaptation par l’expérimentation, raisonnement et décision, modélisation, algorithmes et calcul haute performance, architecture, systèmes et réseaux, sûreté de développement du logiciel. | UPS – Faculté sciences et ingénierie, IUT Paul Sabatier A Castres, INPT (ENSEEIHT), université Toulouse-I-Capitole, université Toulouse-Jean-Jaurès, CNRS      |
| LAAS    | Laboratoire d'analyse et d'architecture des systèmes              | UPR  | Toulouse                           | Informatique critique – Réseaux et communications – Robotique, décision et optimisation – Hyperfréquences et optique – Technologie et instrumentation pour le monitoring des systèmes complexes – Micro nano bio technologies – Gestion de l'énergie. | UPS – Facultés sciences et ingénierie, et des sciences du sport et du mouvement humain, INPT (ENSEEIHT), INSA de Toulouse, CNRS                                |
| Laplace | Laboratoire plasma et conversion d'énergie                        | UMR  | Toulouse                           | Arcs électriques et procédés plasmas thermiques – Commande et diagnostic des systèmes électriques – Convertisseurs statiques – Diélectriques solides et fiabilité – Énergie électrique et systémique – Électromagnétisme, électrodynamique, énergétique, plasmas – Hors équilibre, lumière et matière, matériaux diélectriques dans la conversion d’énergie – Matériaux et procédés plasmas - Plasmas réactifs hors équilibre. | UPS – Faculté sciences et ingénierie, INPT (ENSEEIHT), CNRS |
| LGC     | Laboratoire de génie chimique                                     | UMR  | Toulouse, Labège, Castanet Tolosan | Génie des interfaces et des milieux divisés – Génie des procédés intensifiés – Ingénierie des réacteurs polyphasiques innovants – Procédés électrochimiques – Procédés et systèmes industriels - Bioprocédés et systèmes microbiens. | UPS – Faculté sciences et ingénierie, INPT (ENSIACET, ENSAT), CNRS                                                                                             |
| LMDC    | Laboratoire matériaux et durabilité des constructions de Toulouse | EA   | Toulouse                           | Matériaux innovants pour le génie civil – Durabilité des matériaux et des ouvrages – Requalification, surveillance et maintenance du patrimoine bâti. | UPS – Faculté sciences et ingénierie, INSA de Toulouse, institut Carnot                                                                                        |

##### Comité univers, planète, espace, environnement (UPEE)
Les thématiques de recherche de ce comité couvrent un champ allant de l'étude des origines et de l'évolution de l'univers et des planètes du système solaire, jusqu'à l'évolution de notre Terre au travers de son fonctionnement actuel, marqué par une pression anthropique croissante. Grâce à des compétences croisées en physique, chimie, astronomie, météorologie, écologie, géologie et biologie, ces études passent par des approches théoriques, des observations, des expériences et des développements instrumentaux, et par la modélisation numérique.
| Nom    | Nom Complet                                                    | Type | Centre                                 | Domaine | Structures partenaires                                                                                      |
| ------ | -------------------------------------------------------------- | ---- | -------------------------------------- | --- | --- |
| CESBIO | Centre d'études spatiales de la biosphère                      | UMR  | Toulouse, Auch                         | Modélisation du fonctionnement et télédétection des surfaces continentales – « Systèmes d’observation » : vers des stratégies d’observations permettant de rendre compte de la complexité des surfaces. | UPS – Faculté sciences et ingénierie, IUT Paul Sabatier A Auch, observatoire Midi-Pyrénées, IRD, CNRS, CNES |
| EcoLab | Laboratoire écologie fonctionnelle et environnement            | UMR  | Toulouse                               | Dynamique des milieux – Rôle de la biodiversité dans les fonctions des écosystèmes – Influence des régimes de perturbations sur la biodiversité – Dynamique et effet des polluants – Modélisation de la structure et du fonctionnement des écosystèmes – Bio-remédiation et restauration des milieux naturels .                  | UPS – Faculté sciences et ingénierie, INPT (ENSAT), CNRS                                                    |
| GET    | Laboratoire Géosciences environnement Toulouse                 | UMR  | Toulouse                               | Géoressources – Terre interne/lithosphère – Géophysique et géodésie spatiale – Couplages Lithosphère/océan/atmosphère – Hydro-biogéochimie de la zone critique – Interfaces – (Bio)Géochimie expérimentale et modélisation des interactions fluides-minéraux-organismes vivants – Géochimie des Isotopes Stables – Géomatériaux. | UPS – Faculté sciences et ingénierie, IRD, CNRS, CNES                                                       |
| IMFT   | Institut de mécanique des fluides de Toulouse                  | UMR  | Toulouse                               | Écoulements monophasiques transitionnels et turbulents – Milieux poreux – Hydrologie écoulements géophysiques et ingénierie de l’environnement – Particules, sprays et combustion. | UPS – Faculté sciences et ingénierie, INPT (ENSEEIHT), CNRS                                                 |
| IRAP   | Institut de recherches en astrophysique et planétologie        | UMR  | Toulouse                               | Galaxies, astrophysique des hautes énergies et cosmologie – Planète, environnement et plasmas spatiaux – Dynamique des intérieurs planétaires – Milieu interstellaire, cycle de la matière, astro-chimie – Physique du Soleil, des étoiles et des exoplanètes – Signal-images en sciences de l'Univers.                          | UPS – Faculté sciences et ingénierie, CNRS, CNES                                                            |
| LA     | Laboratoire d'Aérologie                                        | UMR  | Toulouse, Lannemezan, Tarbes (antenne) | Analyse des transferts d'énergie et d'espèces en trace – Emissions, dépôts et impacts – Chimie atmosphérique processus tendances – Atmosphère océan et couplages – Systèmes précipitants rayonnements interactions transferts électriques.                                                                                       | UPS – Faculté sciences et ingénierie, IUT Paul Sabatier de Tarbes, observatoire Midi-Pyrénées, CNRS         |
| LATT   | Laboratoire d'astrophysique Toulouse-Tarbes                    | UMR  | Toulouse, Tarbes                       | Cosmologie – Physique des galaxies – Physique stellaire – Magnétisme solaire et stellaire – Dynamique des fluides astrophysiques – Signal, image et instrumentation. | UPS – Faculté sciences et ingénierie, IUT Paul Sabatier de Tarbes, observatoire Midi-Pyrénées, CNRS         |
| LEGOS  | Laboratoire d'études en géophysique et océanographie spatiales | UMR  | Toulouse                               | Géophysique, océanographie et hydrologie spatiales – Dynamique physique / biogéochimie marine – Géochimie marine – Cryosphère satellitaire – Echanges côte-large – Océan du large et variabilité climatique. | UPS – Faculté sciences et ingénierie, CNES,, IRD, CNRS                                                      |

##### Comité biologie, agronomie, biotechnologie, santé (BABS)
De fortes compétences sont réunies pour étudier la complexité du vivant à tous les niveaux d'organisation : de la molécule à l'écosystème en passant par la cellule, l'organisme et les populations actuelles et anciennes. L'émergence de ce comité facilitera l'intégration des connaissances acquises sur ces différents niveaux d'organisation. Au-delà des enjeux cognitifs, ce comité créera des conditions favorables pour que les biologistes toulousains, fortement engagés dans des programmes de valorisation en santé, agrobioscience et environnement, atteignent leurs objectifs.
| Nom       | Nom Complet                                                                                                   | Type | Centre           | Domaine | Structures partenaires                                                                      |
| --------- | --- | ---- | ---------------- | --- | ------------------------------------------------------------------------------------------- |
| CAGT      | Centre d’Anthropobiologie et de Génomique de Toulouse                                                         | UMR  | Toulouse, Paris  | Paléogénomique des populations anciennes humaines et microbiennes – Phylogénie, sélection et macro-évolution du genre Homo – Médecine évolutive – Anthropologie évolutive et anthropologie médico-légale – Biologie-culture-environnement – Variabilité humaine et pratique médicale – Évolution, imagerie, santé et variabilité humaine. | UPS – Facultés de médecine de Rangueil, de Purpan et de chirurgie dentaire, CNRS            |
| CBD       | Centre de biologie du développement                                                                           | UMR  | Toulouse         | Identité neuronale chez le poisson zèbre – Contrôle transcriptionnel du destin cellulaire par les sous-unités du complexe Médiateur – Réseaux de régulation génique dans le Drosophila haematopoiesis et la myogenèse – Communication cellule -cellule dans le développement du système nerveux – Haematopoesis and immunité – Organisation des microtubules et du centrosome - Contrôle du remodelage de la forme cellulaire – Contrôle du cycle cellulaire et de la neurogenèse – Morphogènes et spécification glial – Dynamique cellulaire / EMT et migration cellulaire directionnelle. | UPS – Faculté sciences et ingénierie, CNRS                                                  |
| CERCO     | Centre de recherche cerveau et cognition                                                                      | UMR  | Toulouse         | Action, apprentissage et plus – Compensation intermodale et plasticité corticale – Espace et contexte 3D – Images et modèles pour l’exploration du cerveau – Mémoire et apprentissage des objets et des scènes – Fluctuations perceptives et attentionnelles. | UPS – Faculté des sciences du sport et du mouvement humain, CNRS                            |
| CIC 1436  | Centre d'investigation clinique de Toulouse CHU                                                               | CIC  | Toulouse         | Pathologies – Métabolisme – Nutrition et obésité – Pathologies cardiovasculaires – Imagerie fonctionnelle – Pédiatrie – Néphrologie – Ophtalmologie – Génétique. | UPS – Faculté sciences et ingénierie                                                        |
| CPTP      | Centre de physiopathologie de Toulouse Purpan                                                                 | UMR  | Toulouse         | Tolérance immunitaire dépendante des lymphocytes T – Dynamique moléculaire des interactions lymphocytaires – Différences liées au sexe dans l’immunité : mécanismes et physiopathologie – Cellules présentatrices de l’antigène et réponses T CD4 – Maladies inflammatoires du système nerveux : mécanismes et traitements – Infections virales : persistance, réponse de l'hôte et physiopathologie – Phatogénèse des infections virales du système nerveux central – Parasites eucaryotes intracellulaires : immunité et physiopathologie – Mécanismes moléculaires de la croissance, de l'ostéogenèse et de l'ostéolyse, biothérapies – Analyse moléculaire et physiologique de la signalisation par les lymphocytes. | UPS – Faculté sciences et ingénierie, CNRS, INSERM                                          |
| CRCA      | Centre de Recherches sur la Cognition Animale                                                                 | UMR  | Toulouse         | Comportement collectif – Plasticité dépendante de l'expérience émergente – Variabilité interindividuelle et plasticité émergente – Mécansimes neurobiologiques de la mémoire – Mitochondries, plasticité neuronale et neurodégénérescence. | UPS – Faculté des sciences du sport et du mouvement humain, CNRS                            |
| CRCT      | Centre de recherches en cancérologie de Toulouse                                                              | UMR  | Toulouse         | ARN et cancer – Micro-environnement tumoral et métabolisme – Onco-immunologie. | UPS – Faculté sciences et ingénierie, CNRS, INSERM                                          |
| CREFRE    | Centre régional d'exploration Fonctionnelle et de Ressources Expérimentales                                   | US   | Toulouse         | Création, exploration fonctionnelle, caractérisation phénotypique (marqueurs biologiques et histomorphométriques), cryoconservation de modèles animaux – Activité de recherche à caractère méthodologique dans le domaine animal – Promotion de l'éthique animale. | UPS – Faculté sciences et ingénierie, INSERM, ENVT                                          |
| EDB       | Laboratoire évolution et diversité biologique                                                                 | UMR  | Toulouse         | Diversification évolutive et écologique des populations – Processus de l'adaptation – Écologie aquatique. | UPS – Faculté sciences et ingénierie, CNRS, IRD                                             |
| F-CRIN    | French clinical research infrastructure network (‘’Réseau français d'infrastructures de recherche clinique’’) | UMS  | Toulouse         | Conception et conduite d'essais cliniques nationaux et internationaux – Ingénierie de projets nationaux et européens. | UPS – Faculté sciences et ingénierie, INSERM                                                |
| GRFH      | Groupe de recherche en fertilité humaine                                                                      | EA   | Toulouse         | Effets d’agents exogènes sur la fonction de reproduction – Reproduction et cancer – Recherche clinique et physiopathologique concernant la reproduction/fertilité. | UPS – Faculté sciences et ingénierie                                                        |
| I2MC      | Institut des maladies métaboliques et cardiovasculaires de Toulouse                                           | UMR  | Toulouse         | Intestin, tissu adipeux, obésité et diabète – Thrombose, athérosclérose et vaisseaux – Cœur et rein. | UPS – Faculté de chirurgie dentaire, INSERM                                                 |
| IPBS      | Institut de Pharmacologie et de Biologie Structurale                                                          | UMR  | Toulouse         | Biologie du cancer – Biologie structurale et biophysique – Tuberculose & Biologie des infections. | UPS – Faculté de pharmacie, CNRS                                                            |
| IRSD      | Institut de recherche en santé digestive                                                                      | UMR  | Toulouse         | Physiopathologie de l'épithélium intestinal – Pathogénie et commensalisme des entérobactéries – Interactions neuro-immunes de l’intestin – Génétique et régulation du métabolisme du fer. | UPS – Facultés de médecine de Rangueil et de Purpan, INSERM, INRA, ENVT                     |
| ITAV      | Institut des technologies avancées en sciences du vivant                                                      | USR  | Toulouse         | Innovation pour l'étude de la prolifération des cellules tumorales en 3D – Synthèse organique et diversité moléculaire – Problème inverse pour l'imagerie – Développement de nouveaux biocapteurs pour l'étude du métabolisme de l'ADN dans les cellules de lignage – Modèle neuronal humain dans un plat pour le développement de médicaments – Comprendre les processus régulés par l'ubiquitine impliqués dans le cancer – Simulation 3D de développement de microtumeurs – Échafaudages moléculaires et peptidiques bio-inorganiques et organiques pour étudier les problèmes biologiques liés aux amyloïdes. | UPS – Faculté sciences et ingénierie, CNRS                                                  |
| LBAE      | Laboratoire de biotechnologies agroalimentaires et environnementales                                          | EA   | Auch             | Systèmes microbiens complexes agro-alimentaires –Systèmes microbiens complexes environnementaux – Biofilms : étude des mécanismes impliqués dans la formation, le maintien et la destruction de biofilms microbiens. | UPS – Faculté sciences et ingénierie, IUT Paul Sabatier A Auch                              |
| LBCMCP    | Laboratoire de biologie cellulaire et moléculaire du contrôle de la prolifération                             | UMR  | Toulouse, Paris  | Histone déméthylases en développement et en cancer – Rôle des gènes du groupe polycomb / MLL dans le contrôle transcriptionnel des gènes cibles – Chromatine et réparation de l'ADN – Morphogenèse dépendante de l'apoptose – Contrôle spatio-temporel de la division cellulaire – Chromatine et prolifération cellulaire – Migration cellulaire et cancer. | UPS – Faculté sciences et ingénierie, CNRS                                                  |
| LBME      | Laboratoire de biologie moléculaire eucaryote                                                                 | UMR  | Toulouse         | MicroARN, ARN C/D et empreinte génomique parentale – Dynamique chromatinienne et prolifération cellulaire – Biogenèse des ribosomes eucaryotes – Petits ARN nucléaires régulateurs – Organisation et dynamique nucléaire chez ‘’Saccharomyces cerevisiae’’ – Chromatine et expression génique - Dynamique et dysfonctionnement de la synthèse des ribosomes |                                                                                             |
| LEASP     | Laboratoire d'épidémiologie et analyses en santé publique                                                     | UMR  | Toulouse         | Vieillissement et maladie d'Alzheimer : de l'observation à l'intervention – Épidémiologie de l'athérosclérose et des maladies cardiovasculaires : facteurs de prise en charge en population – Étude de la santé périnatale, pédiatrique et adolescente : recherche épidémiologique et évaluation – Trajectoires d'innovations en santé : enjeux bioéthiques et impact en santé publique – Cancer et maladies chroniques : inégalités sociales de santé, accès primaire et secondaire aux soins – Pharmaco-épidémiologie, évaluation de l'utilisation et du risque médicamenteux. | UPS – Facultés de médecine de Rangueil, de Purpan, et de chirurgie dentaire, INSERM         |
| LIPM      | Laboratoire interactions plantes micro-organismes                                                             | UMR  | Castanet Tolosan | Fonctions symbiotiques, génome et évolution des rhizobia – Réponses aux stress et signaux de l'environnement des rhizobia – Signalisation symbiotique – Infection endosymbiotique et développement nodulaire – Pouvoir pathogène de Ralstonia et adaptation à son environnement – Stratégies infectieuses des Xanthomonas – Immunité quantitative chez les plantes – Génétique et génomique du tournesol – Génomique écologique de l’adaptation dans les communautés végétales –Dynamique de la réponse immunitaire et adaptation au changement climatique – Signalisation, immunité et développement des plantes. | UPS – Faculté sciences et ingénierie, CNRS, INRA                                            |
| LMGM      | Laboratoire de microbiologie et génétique moléculaire                                                         | UMR  | Toulouse         | Dégradation des ARN et la régulation génique chez ‘’Staphylococcus aureus’’ – Transformation du pneumocoque – Ségrégation active des génomes bactériens : mécanisme et diversité – ARN et ribonucléases – Dégradation constitutive et régulée des ARN messagers – Métabolisme de l'ARN chez les Archées – Eléments génétiques mobiles et dynamique des génomes – Structures et fonctions des chaperons moléculaires – Génomique des systèmes intégrés – Recombinaison génétique et cycle cellulaire – Régulation et transport des protéines à travers les membranes cellulaires. | UPS – Faculté sciences et ingénierie, CNRS, fédération de recherche en biologie de Toulouse |
| LRSV      | Laboratoire de recherche en sciences végétales                                                                | UMR  | Castanet-Tolosan | Protéines pariétales et développement – Génomique fonctionnelle de l'eucalyptus – Signalisation calcique – Peptides et petits ARNs – Peroxydases : évolution et expression – Symbiose mycorhizienne et signalisation cellulaire – Immunité végétale et effecteurs. | UPS – Faculté sciences et ingénierie, CNRS                                                  |
| SETE      | Station d'écologie théorique et expérimentale de Moulis                                                       | UMR  | Moulis           | Changements globaux et biodiversité – Plasticité phénotypique – Intercations sociales, variations environneme. | UPS – Faculté sciences et ingénierie, CNRS                                                  |
| STROMALab | Laboratoire cellules stromales : homéostasie, plasticité et réparation tissulaire                             | UMR  | Toulouse         | Plasticité des tissus adipeux – CSM et ingénierie cellulaire. | UPS – Faculté sciences et ingénierie, CNRS, EFS, ENVT, INSERM                               |
| TONIC     | Toulouse Neuro Imaging Center                                                                                 | UMR  | Toulouse         | Développement et validation de biomarqueurs en IRM et médecine nucléaire – Plasticité neuromotrice, médecine régénérative et médicaments innovants post-AVC. | UPS – Faculté des sciences du sport et du mouvement humain, INSERM                          |
| TOXALIM   | Laboratoire Toxicologie alimentaire                                                                           | UMR  | Toulouse         | Toxicologie intégrative et métabolisme – Métabolisme des xénobiotiques – Gestation & perturbation endocrinienne – Neuro-gastroentérologie et nutrition – Biosynthèse & toxicologie des mycotoxines – Génotoxicité et signalisation intracellulaire – Prévention et promotion de la cancérogenèse par les aliments – Toxicologie moléculaire et cellulaire des xénobiotiques – Endocrinologie & toxicologie de la barrière intestinale – Contaminants et stress cellulaire. | UPS – Faculté de pharmacie, INPT (EI-Purpan), ENVT, INRA                                    |
| UDEAR     | Unité différenciation épidermique et auto-immunité rhumatoïde                                                 | UMR  | Toulouse         | Barrière épidermique – Différenciation terminale du kératinocyte – Auto-anticorps anti-protéines citrullinées physiopathologie. | UPS – Faculté sciences et ingénierie, CNRS, INSERM                                          |

##### Comité activités humaines & sociales (ACTIHS)
L'objectif du comité ACTIHS est l’étude des activités humaines et sociales et de leur influence sur les débats sociaux. Il travaille sur des thèmes variés comme l’intelligence du travail, les recherches en didactique des langues pour spécialistes d’autres disciplines (LANSAD), les pratiques corporelles et sportives, ou l’étude des organisations comme productrices et consommatrices de connaissances. 
| Nom     | Nom Complet                                                            | Type | Centre                          | Domaine | Structures partenaires |
| ------- | ---------------------------------------------------------------------- | ---- | ------------------------------- | --- | --- |
| CERTOP  | Centre d'études et de recherche travail organisation pouvoir           | UMR  | Toulouse                        | Intelligence du travail – Santé et Alimentation – Transitions écologiques, risques, innovations, tourisme – Public et marchés. | UPS – IUT Paul Sabatier A Toulouse, université Toulouse-Jean-Jaurès, CNRS |
| CRESCO  | Centre de recherche sciences sociales sport et corps                   | EA   | Toulouse                        | Socialisations corporelles et rapports sociaux de sexe et de classe – Socialisations et savoirs professionnels dans le champ des formations et métiers du corps, du sport et des loisirs – Dispositifs de santé publique et processus d’incorporation/transformation des habitudes de vie. | UPS – Faculté des sciences du sport et du mouvement humain |
| LAIRDIL | Laboratoire inter-universitaire de recherche en didactique des langues | EA   | Toulouse                        | Épistémologie – Dispositifs innovants appuyés sur les TICE – Dynamiques recherche-formation. | UPS – IUT Paul Sabatier A Toulouse |
| LERASS  | Laboratoire d'études et de recherches appliquées en sciences sociales  | EA   | Toulouse, Auch, Castres, Tarbes | Information et communication – Communication, pratiques, sens, textualités – Politiques urbaines soutenables – Médiapolis / Grecom – Médiations en information / communication spécialisée – Organicom – Psychologie sociale de la communication.                                          | UPS – IUT Paul Sabatier A Toulouse-Auch-Castres, IUT Paul Sabatier de Tarbes, université Toulouse-Jean-Jaurès, université Toulouse-I-Capitole, université Paul-Valéry-Montpellier, INSA de Toulouse, INPT |
| LGCO    | Laboratoire gouvernance et contrôle organisationnel                    | EA   | Toulouse, Auch                  | Sciences de gestion. | UPS – IUT Paul Sabatier A Toulouse-Auch-Castres, IUT Paul Sabatier de Tarbes |

#### Scientométrie
L'université de Toulouse-III est classée dans le groupe 201e-300e au classement académique des universités mondiales par l'université Jiao Tong de Shanghai pour l’année 2017. Dans ce classement, elle se situe dans la fourchette 100 meilleures universités européennes et 9 des meilleures universités françaises.

### Relations internationales
En 2015-2016, l'université accueille 521 étudiants étrangers et envoie 545 de ses étudiants grâce à des programmes d'échange comme Erasmus, Erasmus Mundus, TASSEP, BCI, etc. Elle bénéficie d'accords d'échange avec 92 universités étrangères, situées en Europe, Afrique, Asie, Amérique du Nord et Amérique du Sud.
L'Amérique hispanique et le Brésil font partie des axes géographiques privilégiés avec lesquels l'université développe de nombreux liens au niveau de l'enseignement et de la recherche scientifique. Ces activités sont fédérées par le bureau Amérique hispanique et Brésil.
La mobilité à l'international des étudiants étant une des priorités de l'UPS, tous les projets de mobilité (semestres d'étude ou stages, même hors programme) sont financés.
Dans le domaine de la recherche, l’université a fortement développé le nombre de structures internationales qui est passé, entre 2010 et 2013, de 7 à 27. Par ailleurs, 40% des doctorants de l'établissement sont d'origine étrangère.

## Vie étudiante

### Associations étudiantes
La vie étudiante est animée par plus de 50 associations étudiantes présentes sur le site toulousain ainsi que sur les sites périphériques de l'université Paul Sabatier. La division de la vie étudiante (DVE) est l'association servant d'interlocuteur entre les étudiants, les différentes associations et l'université. Les différentes facultés et instituts disposent de leurs propres associations et clubs : par exemple, UPS in space qui est l'association d'astronomie, active dans la médiation scientifique de l'astrophysique et du spatial pour les étudiants et du public, les airs solidaires faisant la promotion d'actions humanitaires, GRUMÖ qui est une association d'arts plastiques, Comput yourself une association d'informatique, Sonosmose qui est une association culturelle et musicale, Oups la radio universitaire, les amicales des différents départements de l'IUT de Tarbes, etc[source insuffisante].
Par ailleurs, il a été créé en 2012, un conseil des étudiants, composé d’élus des conseils centraux et d’élus des conseils de composantes. Ce conseil a pour ambition de servir d'espace de débat et de devenir une force de proposition auprès des instances statutaires. La participation des représentants des étudiants à la vie institutionnelle de l'établissement est une volonté de l’université.

### Évolution démographique
Évolution démographique de la population universitaire
| 2000   | 2001   | 2002   | 2003   | 2004   | 2005   | 2006   | 2007   |
| ------ | ------ | ------ | ------ | ------ | ------ | ------ | ------ |
| 28 184 | 27 946 | 27 674 | 27 790 | 27 588 | 28 056 | 28 254 | 27 865 |

| 2008   | 2009   | 2010   | 2011   | 2012   | 2013   | 2014   | 2015   |
| ------ | ------ | ------ | ------ | ------ | ------ | ------ | ------ |
| 26 378 | 26 912 | 27 432 | 27 653 | 28 397 | 28 766 | 29 485 | 30 562 |

| 2016   | 2018   | 2019   | 2020   | 2021   | 2022   | - | - |
| ------ | ------ | ------ | ------ | ------ | ------ | - | - |
| 31 388 | 31 648 | 31 485 | 30 921 | 30 321 | 29 680 | - | - |

## Personnalités liées

### Enseignants et anciens enseignants
- Dominique Bakry (1954-), mathématicien français, professeur à l'UPS, membre senior de l'institut universitaire de France,
- Daniel Bancel (1941-), mathématicien français, professeur des universités depuis 1977, président de l'UPS de 1982 à 1984, recteur des académies de Rouen (1984-1988), de Lyon (1991-2000) et de Versailles (2000-2004), chevalier de la légion d'Honneur[113],
- Raymond Bastide, pharmacien français, professeur honoraire des universités, président de l'UPS de 1997 à 2002, doyen de la faculté de pharmacie,
- José Braga (1967-), anthropobiologiste et paléoanthropologue, professeur des universités à l'UPS depuis 2006[114],
- Xavier Buff (1971-), mathématicien, maître de conférences (1998) puis professeur des universités (2008) à l'UPS,
- Béatrice Chatel, professeure des universités en physique, directrice du laboratoire collisions agrégats réactivité (LCAR) de l'UPS, directrice de recherche CNRS,
- Jean-Jacques Conte, médecin français, professeur des universités en néphrologie, directeur d'une unité de l'hôpital de Purpan de 1984 à 1986, président de l'UPS de 1986 à 1991,
- Patrice Dalle (1948-2014), professeur des universités en informatique à l'UPS, responsable d'équipe à l'institut de recherche en informatique de Toulouse (IRIT), fondateur et président (1995-2014) de l'association nationale de parents d’enfants sourds, diplômé d'une maîtrise d'informatique en 1970 et d'un doctorat en 1974 à l'UPS,
- Philippe Douste-Blazy (1953-), cardiologue diplômé de l'UPS et homme politique français, député et maire de Lourdes (1989-2000) puis de Toulouse (2001-2004), plusieurs fois ministre (Culture, Santé, Affaires étrangères), conseiller spécial du secrétaire général des Nations unies de 2017 à 2021, ancien professeur de médecine au CHU de Toulouse de 1988 à 2016, professeur invité à la Medical School de l'université Harvard depuis 2016,
- Daniel Fabre (1947-2016), ethnologue, maître de conférences à l'UPS jusqu'en 1976[115],
- Francis Filbet (1975-), professeur des universités en mathématiques à l'UPS depuis 2015, membre de l'institut universitaire de France depuis 2015, lauréat du prix Blaise-Pascal en 2012,
- Gilles Fourtanier (1948-), chirurgien français, professeur des universités à l'UPS, chef de service au CHU de Toulouse, président de l'UPS de 2008 à 2012, médaille d’or de la société d’encouragement au bien, officier des Palmes académiques, chevalier de l'ordre du mérite national, chevalier de la légion d'honneur[116],
- Martin Giurfa (1962-), professeur des universités en neurosciences à l'UPS depuis 2001, membre junior et senior de l'Institut Universitaire de France, lauréat de l'Advanced Grant de l'European Research Council (ERC), En 2023, il quitte l'UPS pour Sorbonne Université, Paris, où il est professeur de neurosciences et directeur de l'Institut de Biologie Paris Seine.
- Jean-Claude Laprie (1944-2010), chercheur en informatique, diplômé d'un doctorat en informatique et d'un doctorat d’État en 1975 sur la tolérance aux fautes et la sûreté de fonctionnement des systèmes informatiques à l'UPS, chef d'équipe de recherche au laboratoire d'analyse et d'architecture des systèmes (LAAS) de 1975 à 1996, directeur du LAAS jusqu'en 2002, chevalier de l'ordre national du Mérite, directeur de recherche émérite CNRS[117],
- Louis Lareng (1923-2019), médecin ayant exercé à l'hôpital de Purpan, professeur agrégé de médecine spécialiste en « anesthésie réanimation » et homme politique français, diplômé d'un doctorat de la faculté de médecine de Toulouse en 1955, président de l'UPS de 1970 à 1976,
- Georges Larrouy (1933-2015), médecin français, maître de conférences (1970) puis professeur des universités (1974) à l'UPS, président de l'UPS de 1996 à 1997, président honoraire jusqu'à sa mort, diplômé d'un doctorat de médecine en 1960 à l'ancienne université de Toulouse, chef de service du laboratoire de parasitologie de l'hôpital Purpan de 1975 à 1997,
- Guy Lazorthes (1910-2014), neurochirurgien à la faculté de médecine de Toulouse (1948-1979) et doyen de cette dernière (1958-1970), professeur émérite à l'UPS jusqu'en 2004, créateur de la faculté de médecine Toulouse-Rangueil en 1968 et de l'hôpital Rangueil en 1975, titulaire de la Légion-d'Honneur en 2002,
- Michel Ledoux (1958-), mathématicien français, professeur des universités à l'UPS, ancien directeur de l'institut de mathématiques de Toulouse (IMT), lauréat du prix Servant en 2010,
- Thierry Magnin (1953-), prêtre catholique du diocèse de Saint-Étienne depuis 1985 et professeur des universités, recteur de l'université catholique de Lyon depuis 2011, vice-président de la fédération internationale des universités catholiques depuis 2015, président de la fédération des universités catholiques européennes depuis 2013, chargé de cours en bio-éthique et éthique des sciences et techniques à l'UPS (2009-2011)[118],
- Sylvestre Maurice (1966-), astrophysicien à l’institut de recherche en astrophysique et planétologie depuis 1998, astronome à l'observatoire Midi-Pyrénées depuis 2007, docteur diplômé de l'UPS en 1993,
- Bertrand Monthubert (1970-), mathématicien et homme politique français, ancien président de l'UPS (2012-2015), maître de conférences (1998) puis professeur des universités à l'UPS (2007), enseigne à l'institut universitaire de technologie de Tarbes[119],
- Solomon Passi (1956-), homme politique bulgare, professeur invité en maths à l'UPS,
- Stefanie Petermichl (1971-), mathématicienne allemande, professeure à l'UPS depuis 2009[120],
- Gwénaël Rapenne (1970-), maître de conférences (1999) puis professeur des universités (2011) en chimie au CEMES-CNRS de l'UPS[121],
- Jean-Pierre Riba (1944-2001), maître de conférences (1980) puis professeur des universités (1982) en biotechnologies à l'institut de génie chimique de l'UPS, diplômé d'un diplôme d'ingénieur (1968), d'un doctorat (1971) et d'un doctorat d'État à l'UPS (1978), mort deux mois après l'explosion de l'usine AZF de Toulouse probablement à la suite du blast subi et du stress intense ressenti lors de la destruction complète du laboratoire,
- Jacques Ruffié (1921-2004), hématologue, généticien et anthropologue, maître de conférences (1958) puis professeur des universités (1965) de la faculté de médecine de l'ancienne université de Toulouse jusqu'en 1969, puis professeur des universités de l'UPS de 1969 à 1972, research professor à l'université de New York, fondateur du centre d'hémotypologie de Toulouse du CNRS, grand officier de la légion d'Honneur, membre de l'académie nationale de médecine,
- Paul Sabatier (1854-1941), professeur de chimie à l'ancienne université de Toulouse à partir de 1882, doyen de cette même université de 1905 à, donne son nom à l'UPS, fondateur de l'institut de chimie de Toulouse en 1906 qui devient l'ENSCT puis l'ENSIACET après fusion, lauréat du prix Nobel de chimie en 1912, mais aussi du prix Lacaze (1897), du prix Jecker (1905), de la Davy Medal (1915) et de la médaille Franklin (1933), grand officier de la légion d'Honneur en 1931, correspondant de l'académie des sciences,
- Laurent Saloff-Coste (1958-), mathématicien, ancien professeur à l'UPS, directeur de recherche CNRS,
- Jean-François Sautereau (1948-), électronicien, professeur des universités à l'UPS depuis 1973, président de l'UPS de 2002 à 2007, président du réseau universitaire Toulouse Midi-Pyrénées de 2005 à 2008, cofondateur du PRES « Université de Toulouse » en 2007, président de la fédération française du sport universitaire depuis 2013[122],
- Marcel Sendrail (1900-1976), médecin et écrivain français, professeur jusqu'à 1969 à l'ancienne université de Toulouse puis de 1969 à 1971 à l'UPS, diplômé d'un doctorat en médecine à l'ancienne université de Toulouse en 1925,
- Carlos Simpson (1962-), mathématicien américain, ancien enseignant à l'UPS, directeur du laboratoire J-A Dieudonné de l'université Nice-Sophia-Antipolis, directeur de recherche CNRS, lauréat du prix Sophie-Germain en 2015[123],[124],
- Clément Sire (1967-), mathématicien et physicien, Directeur de Recherches à l'UPS depuis 1994, directeur du laboratoire de physique théorique (LPT) de 2007 à 2015, directeur de recherche CNRS depuis 2005[125],
- Gaël Touya (1973-), escrimeur français médaillé d'or aux jeux olympiques d'été de 2004, professeur d'EPS à l'UPS depuis 2004[126],
- Sylvie Vauclair (1946-), astrophysicienne à l'institut de recherches en astrophysique et planétologie, professeur émérite à l'UPS, officière de l'ordre national du Mérite (2015), grand prix des amis de la cité de l'espace (2009), chevalière de la Légion d'honneur (2009), officière des Palmes académiques (2007), membre senior de l'institut universitaire de France (2002), membre de l'Academia Europaea (2000), membre de l'académie de l'air et de l'espace (1995),
- Jean-Pierre Vinel (1951-), médecin et professeur des universités français depuis 1990, diplômé d'un doctorat en médecine à l'UPS en 1975, président de l'UPS de 2016 à 2019, président de la commission médicale d'établissement du CHU de Toulouse de 2003 à 2007, doyen de la faculté de médecine de Purpan depuis 2009[127],
- Patrice Simon (1969-), maître de conférences (2001) puis professeur des universités (2007) de l'UPS en science des matériaux au Centre inter-universitaire de recherche d'ingénierie des matériaux (CIRIMAT), membre junior (2007) puis senior (2017) de l'Institut Universitaire de France, lauréat de l'Advanced Grant de l'European Research Council (ERC) en 2012, Membre de l'Académie des sciences depuis 2019, Membre de l'European Academy Of Sciences (Europe) depuis 2020.

### Anciens étudiants
- Jonathan Atsu (1996-), nageur français, champion de France du 200 mètres nage libre en 2017,
- Aurore Avarguès-Weber (1983-), chercheuse en sciences cognitives,
- Hélène Bergès (1966-), biologiste française, diplômée d'un doctorat en génétique et biologie moléculaire à l'UPS en 1995[128], directrice du centre national de ressources génomiques végétales (CNRGV) à l'INRA depuis 2003, chevalière de la légion d'Honneur depuis 2015,
- Richard Canal (1953-), écrivain et scénariste de science-fiction, et maître de conférences en informatique français, diplômé d'un doctorat en informatique en 1976 à l'UPS[129],
- Anny Cazenave (1944-), océanographe française, diplômée d'un doctorat d’État à l'UPS en 1975, ingénieure émérite au CNES, élue à l’Académie des sciences en 2004 section sciences de l'Univers, officière de la légion d'Honneur depuis 2010[130],
- Merieme Chadid (1969-), astronome franco-marocaine, diplômée d'un doctorat en Astronomie et études spatiales à l'UPS en 1996[131],
- Corinne Charbonnel (1965-), astrophysicienne française, professeure associée à l'Observatoire de Genève et directrice de recherche au CNRS, diplômée d'un doctorat en astrophysique et techniques spatiales en 1992 à l'UPS[132],
- Michel Chassang (1956-), médecin français, diplômé de médecine à l'UPS en 1984[133],
- Pierre Cohen (1950-), homme politique français, maire de Toulouse de 2008 à 2014, diplômé d'un doctorat en informatique à l'UPS, ingénieur de recherche en informatique à l'IRIT jusqu'en 1997[134],
- Patrice Dalle (1948-2014), professeur des universités en informatique à l'UPS, responsable d'équipe à l'institut de recherche en informatique de Toulouse (IRIT), fondateur et président (1995-2014) de l'association nationale de parents d’enfants sourds, diplômé d'une maîtrise d'informatique en 1970 et d'un doctorat en 1974 à l'UPS,
- Philippe Douste-Blazy (1953-), cardiologue diplômé de l'UPS et homme politique français, député et maire de Lourdes (1989-2000) puis de Toulouse (2001-2004), plusieurs fois ministre (Culture, Santé, Affaires étrangères), conseiller spécial du secrétaire général des Nations unies de 2017 à 2021, ancien professeur de médecine au CHU de Toulouse de 1988 à 2016, professeur invité à la Medical School de l'université Harvard depuis 2016,
- Bérengère Dubrulle (1965-), astrophysicienne française, diplômée d'un doctorat à l'UPS en 1990,
- Pierre Dukan (1941-), médecin nutritionniste français, diplômé de la faculté de médecine de Toulouse, radié à sa demande de l'ordre des médecins en 2012, inventeur du régime Dukan, impliqué dans l'affaire dite « du Médiator » (2011) et dans l'affaire dite « régime Dukan » (2012)[135],[136],
- Abdelhaq El Jai (1948-), mathématicien spécialiste de la théorie des systèmes, professeur émérite à l'Université de Perpignan et membre de l'Académie Hassan II des Sciences et Techniques (Maroc),
- Fabrice Garcia-Carpintero (1980-), éditeur, écrivain et réalisateur, directeur d'atelier d'écriture pour le service culturel de l'Université de Limoges[137],
- Kevin Harley (1994-), basketteur français,
- Mohamed Saâd Hassar (1953-), homme politique marocain, diplômé d'une maîtrise en mathématiques à l'UPS,
- William Howard (1993-), basketteur français,
- Pierre Izard (1935-), médecin pédiatre et homme politique français, diplômé de la faculté de médecine de Toulouse en 1966[138],
- Albert Jacquard (1925-2013), biologiste, généticien et essayiste français, diplômé d'un doctorat en génétique (1970) et d'un doctorat d’État en biologie humaine (1972) à l'UPS,
- Antony Labanca (1994-), basketteur français,
- Jean-Claude Laprie (1944-2010), chercheur en informatique français, diplômé d'un doctorat en informatique et d'un doctorat d’État en 1975 sur la tolérance aux fautes et la sûreté de fonctionnement des systèmes informatiques à l'UPS, chef d'équipe de recherche au laboratoire d'analyse et d'architecture des systèmes (LAAS) de 1975 à 1996, directeur du LAAS jusqu'en 2002, chevalier de l'ordre national du Mérite, directeur de recherche émérite CNRS[117],
- Vincent Lecrubier (1986-), kayakiste de haut niveau (7e en K2 500 m (finaliste) aux JO 2008 à Pékin), titulaire d'un doctorat en informatique et mathématiques,
- Jean-Rony Leriche (1983-), chef cuisinier français, diplômé d'une licence de chimie à l'UPS[139],
- Torann Maizeroi (1989-), taekwondoïste français,
- Françoise Mahiou, ingénieure française diplômée de la FSI Paul Sabatier, devenue UPSSITECH, dirigeante d'entreprises avec spécificité RSE[140],
- Léon Marchand (2002-), nageur français, quadruple médaillé d'or aux JO 2024,
- Matthieu Marchetti, docteur en médecine français, responsable du service des urgences du CHU de Poitiers,
- Sylvestre Maurice (1966-), astrophysicien à l’institut de recherche en astrophysique et planétologie depuis 1998, astronome à l'observatoire Midi-Pyrénées depuis 2007, docteur diplômé de l'UPS en 1993,
- Yannick Mellier (1958-), astrophysicien français, diplômé d'un doctorat en astrophysique à l'UPS en 1987[141],
- Luc Missidimbazi, homme d'affaires congolais,
- Yannis Morin (1993-), basketteur français, diplômé d'un DUT GEA[142],
- Bertrand Monthubert (1970-), mathématicien et homme politique français, ancien président de l'UPS (2012-2015), maître de conférences (1998) puis professeur des universités à l'UPS (2007), enseigne à l'institut universitaire de technologie de Tarbes[119],
- Floriane Olivier (1987-), écrivaine française, diplômée d'orthophonie à l'UPS en 2010,
- Billy Yakuba Ouattara (1992-), basketteur français,
- Jean-Christophe Péraud (1977-), coureur cycliste français, diplômé d'un DUT génie chimique à l'IUT Paul Sabatier en 1998, puis une licence et une maîtrise en génie des procédés en 2000 et 2001 à l'UPS,
- Vincent Poirier (1993-), basketteur français,
- Jean-Pierre Riba (1944-2001), maître de conférences (1980) puis professeur des universités (1982) en biotechnologies à l'institut de génie chimique de l'UPS, diplômé d'un diplôme d'ingénieur (1968), d'un doctorat (1971) et d'un doctorat d'État à l'UPS (1978), mort deux mois après l'explosion de l'usine AZF de Toulouse probablement à la suite du blast subi et du stress intense ressenti lors de la destruction complète du laboratoire,
- Michèle Rozenfarb (1948-), écrivaine et médecin psychanalyste française, diplômée de médecine à l'UPS en 1977,
- Abdelkoddous Saâdaoui (1983-), homme politique tunisien, diplômé en 2014 d'un master en sciences informatiques analytiques de l'UPS[143],
- Patrice Senmartin (1972-), coureur cycliste en tandem non voyant français, diplômé d'un DUT GEA à l'IUT Paul Sabatier Toulouse,
- Jean-François Soucasse (1972-), footballeur français, diplômé d'un master de gestion des métiers du sport à l'UPS,
- Maxime Valet (1987-), escrimeur handisport français, interne en médecine à l'UPS,
- Valérie Van Grootel (1981-), astronome et astrophysicienne belge, diplômée d'un doctorat en astrophysique à l'UPS, en contrat post-doctoral de 2008 à 2010 au laboratoire d’astrophysique de Toulouse-Tarbes,
- Thomas Vilaceca (1990-), nageur français, diplômé d'un master en ingénierie de la formation et des compétences des intervenants en matière de sécurité à l'UPS en 2017,
- Jean-Pierre Vinel (1951-), médecin et professeur des universités français depuis 1990, diplômé d'un doctorat en médecine à l'UPS en 1975, président de l'UPS de 2016 à 2019, président de la commission médicale d'établissement du CHU de Toulouse de 2003 à 2007, doyen de la faculté de médecine de Purpan depuis 2009[127].